# Marcelo Zuleta
Marcelo Javier Zuleta (Berisso, Argentina, 25 de enero de 1964) es un entrenador argentino de fútbol y actualmente dirige al Monagas Sport Club de la Primera División de Venezuela

## Trayectoria
Comenzó su carrera en Club Atlético Villa San Carlos en 1994, luego pasó al Platense Fútbol Club como asistente del profesor Jorge Castelli. Después de ese paso, fue hacia Club Defensores de Cambaceres en la B Metropolitana. Pasaría a Club Atlético San Lorenzo de Almagro como asistente-analista de partidos. Siguiendo el mismo rol que en San Lorenzo, fue asistente-veedor de Club Atlético Newell's Old Boys de Rosario. Siguiendo con su carrera, paso a Club Estudiantes de La Plata, desempeñándose como coordinador y Entrenador de categorías juveniles. Llegando al 2002 fue asistente en Selección de fútbol de Haití, que participó de la Miami Gold Cup en la que llegarían hasta las instancias de semifinal, actualmente se encuentra dirigiendo a CD El nacional de Ecuador.

### Roulado FC
Para el 2002 llegaría  a Roulado FC, en el que vería sus primeros títulos como Director técnico. Un bicampeonato en Liga de fútbol de Haití, y saldría campeón de la Copa Caribe 2003. Con esto, el equipo se clasificaría a la Concacaf.

### Alianza
Al terminar el campeonato en la Liga de fútbol de Haití en 2003, el DT iría hacia El Salvador para comenzar una nueva era en el club Alianza Fútbol Club (El Salvador). Se destacaría por su llegada a semis finales en el torneo 2003. Luego de despedirse de Alianza, pasaría al Asociación Deportiva Isidro Metapán. Volvería a su país natal para dirigir Asociación Atlética Luján de Cuyo en el Torneo Argentino A.

### Selección de Nicaragua
En 2006 se pondría al mando de la selección absoluta de Nicaragua en la que participaría de Copa Uncaf 2005.
Luego de su paso por el seleccionado nicaragüense, volvería a ser asistente, pero ahora del DT Ricardo Rezza en la temporada 2006/2007

### Makedonikos FC
Al llegar el 2007, Marcelo llega al Makedonikos FC de Grecia en el que los llevaría al ascenso, ganando la Delta Ethniki y llevándolos a la Segunda de Grecia.

### Dinamo Tirana
En 2008, va al Futboll Klub Dinamo Tirana para participar de la Liga de Campeones de la UEFA. Se iría de allí para dirigirse a Arabia Saudita en el que dirigiría al Najran Sport Club en 2009.

### Long An

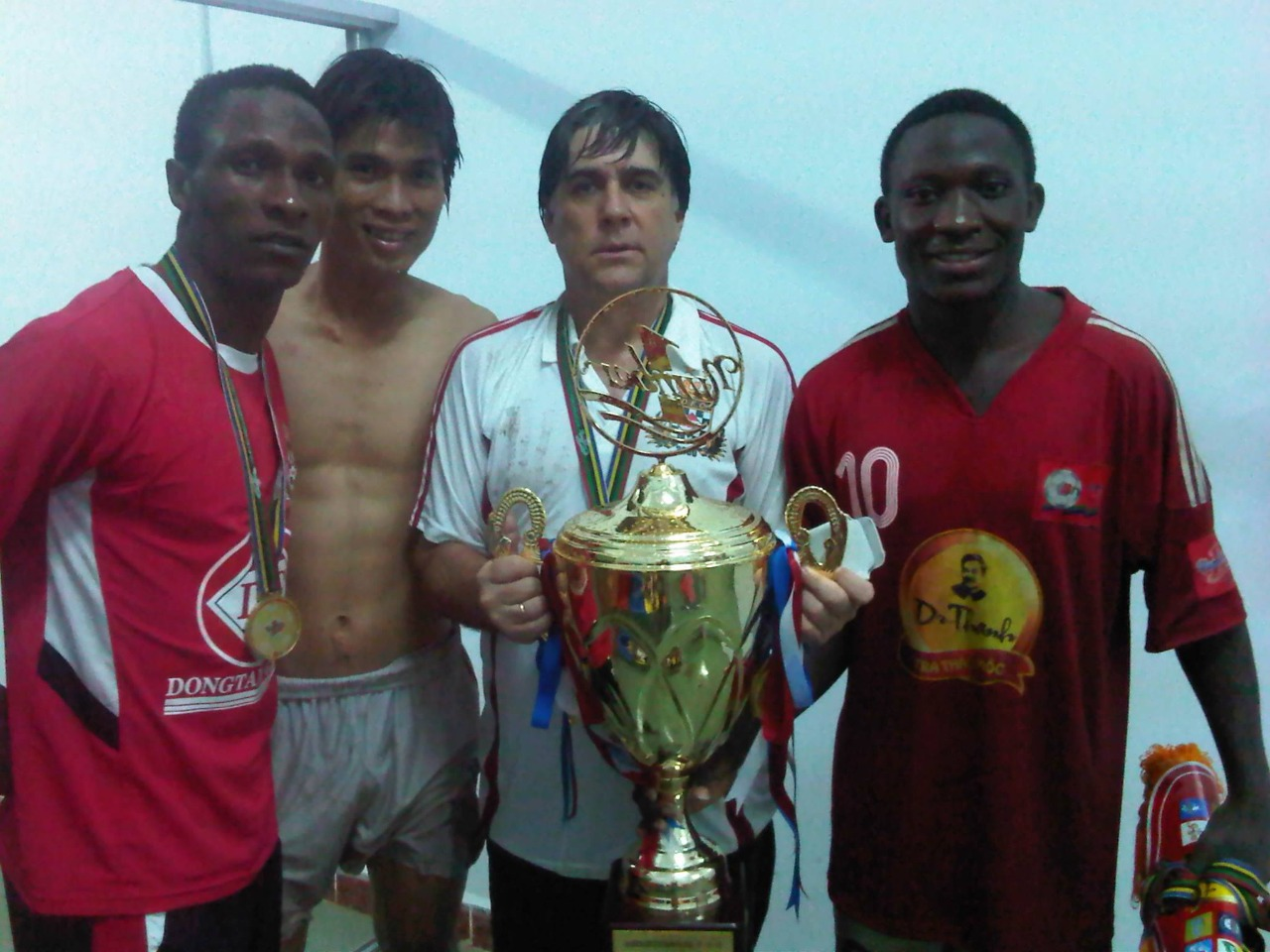
Zuleta en la consagración con el Dong Tam Long An FC

En 2010 va a Asia para dirigir al Dong Tam Long An FC en el que se vería consagrado de la VTV CUP 2010-2011. Luego de esa copa jugaría la final de la Navi-Bank en la que quedaría subcampeón. Volvería a Vietnam en (2012-2013).

### San José de Oruro
Luego de su paso por Dong Tam Long An FC, llegaría la hora de ir a Bolivia para dirigir a Club San José en el que participaría de Copa Sudamericana.
Marcelo participó de un proyecto en Estados Unidos, Florida para potenciar juveniles de la Major League Soccer en la temporada 2015/2016. Como también lo hizo en las juveniles de República Dominicana.

### Club Deportivo El Nacional

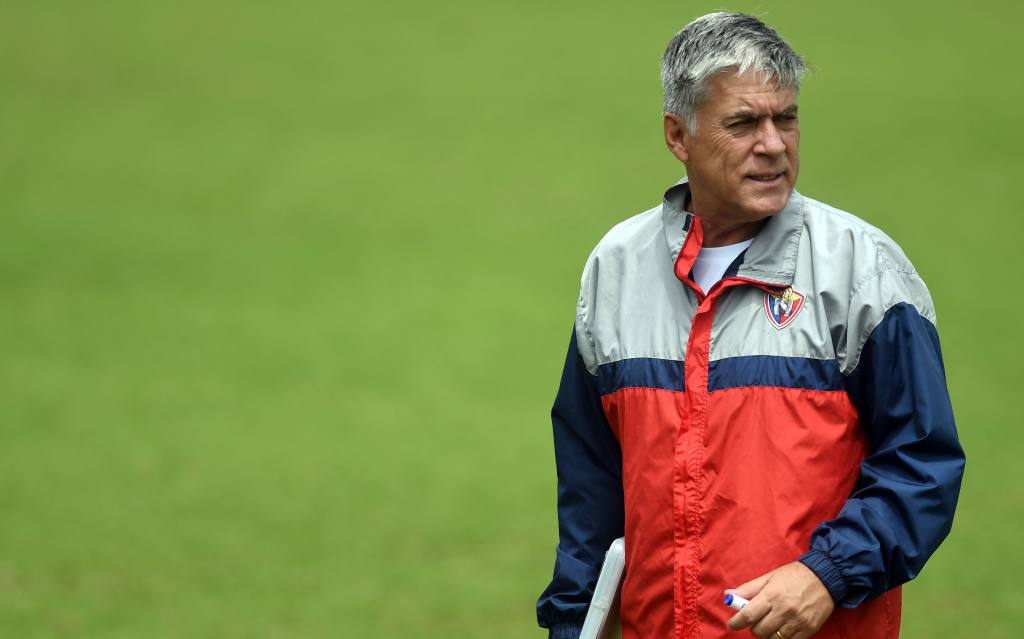
Zuleta durante una práctica de El Nacional

Luego de terminar en el último puesto de Serie A de Ecuador 2019, y no descender por las nuevas medidas que se habían propuesto en el torneo. Llegaría Marcelo Zuleta para encarar la nueva temporada. Con pocos refuerzos, logró dejar al equipo clasificado para la Copa Sudamericana y llegar a semifinales de la Copa Ecuador.

## Clubes
| Club                       | País           | Año            |
| -------------------------- | -------------- | -------------- |
| Villa San Carlos           | Argentina      | 1994           |
| Roulado FC                 | Haití          | 2002-2023      |
| Alianza F.C                | El Salvador    | 2003           |
| ASI Metapán                | El Salvador    | 2004 -2005     |
| Luján Sport Club           | Argentina      | 2004           |
| Defensa y Justicia         | Argentina      | 2006 - 2007    |
| Makedonikos FC             | Grecia         | 2007 - 2008    |
| PAS Lamia                  | Grecia         | 2007           |
| Dinamo Tirana              | Albania        | 2007           |
| Najran SC                  | Arabia Saudita | 2008 - 2009    |
| Long An FC                 | Vietnam        | 2010 - 2011    |
| Club San José              | Bolivia        | 2011           |
| Long An FC                 | Vietnam        | 2013           |
| CD El Nacional             | Ecuador        | 2019           |
| Liga de Portoviejo         | Ecuador        | 2020           |
| Boxing Club (Río Gallegos) | Argentina      | 2022           |
| CD El Nacional             | Ecuador        | 2024           |
| Monagas SC                 | Venezuela      | 2025- Presente |

## Selecciones dirigidas
| Selección            | Año         |
| -------------------- | ----------- |
| Nicaragua            | 2006 - 2007 |
| República Dominicana | 2018        |

## Palmarés

#### Campeonatos nacionales
| Título                  | Equipo         | Año       |
| ----------------------- | -------------- | --------- |
| Liga de fútbol de Haití | Roulado FC     | 2002      |
| Liga de fútbol de Haití | Roulado FC     | 2003      |
| Copa Caribe             | Roulado FC     | 2003      |
| Delta Ethniki           | Makedonikos FC | 2008      |
| VTV CUP                 | Long An FC     | 2010-2011 |
| Copa Ecuador            | CD El Nacional | 2024      |